# Christopher Cassidy
Christopher John Cassidy (Salem, 4 de janeiro de 1970) é um  astronauta Aposentado norte-americano e ex-SEAL da Marinha dos Estados Unidos. Cassidy é formado em matemática pela Academia Naval dos Estados Unidos e tem mestrado em engenharia oceânica pelo Instituto de Tecnologia de Massachusetts EX comandante da Expedição 63 na International space station.(ISS)
Serviu por dez anos como integrante das SEAL, as forças especiais da Marinha, especializando-se em táticas militares que incluíram missões de reconhecimento de longa duração, demolição submarina, patrulhas de reconhecimento em regiões desérticas, pára-quedismo, mergulho militar, assalto à construções habitadas, comandante e navegador de mini-submarinos de exploração, e diversos tipos de operações aéreas. Participou de missões no Afeganistão e no Mar Mediterrâneo, após os atentados de 11 de setembro nos Estados Unidos. No Afeganistão, comandou tropas de assalto rápido em missões táticas de exploração e combate por trás das linhas inimigas.

## NASA
Cassidy foi selecionado para o quadro de astronautas da NASA em maio de 2004. Após o curso de dois anos, que inclui instrução intensiva nos sistemas do ônibus espacial e da Estação Espacial Internacional, foi qualificado como especialista de missão e exerceu funções técnicas em terra, ligadas ao Departamento de Astronautas da agência espacial.
Em julho de 2009, foi ao espaço integrando a tripulação da missão STS-127 do ônibus espacial Endeavour, que instalou a última seção do módulo científico japonês Kibo na ISS, numa missão de dezesseis dias de duração.
Foi ao espaço pela segunda vez em 28 de março de 2013, como engenheiro de voo da nave russa Soyuz TMA-08M, para integrar a tripulação das Expedições 35 e 36,  retornando em 10 de setembro, após cerca de cinco meses e meio em órbita.

## Honrarias
Cristopher Cassidy foi condecorado por duas vezes com a Estrela de Bronze e recebeu a Citação Presidencial de Unidade do governo dos Estados Unidos, por missões realizadas durante a invasão do Afeganistão, em 2003 e 2004, como integrante e líder de unidades das forças SEAL.